# Parthenium bipinnatifidum
Parthenium bipinnatifidum là một loài thực vật có hoa trong họ Cúc. Loài này được (Ortega) Rollins mô tả khoa học đầu tiên năm 1950.